# Chicken (Alaska)
Chicken ist eine kleine Siedlung in der Southeast Fairbanks Census Area im US-Bundesstaat Alaska.

## Geographie
Chicken liegt 100 Kilometer nordöstlich von Tok und 290 Kilometer südöstlich von Fairbanks. In einer Entfernung von 40 Kilometern im Osten befindet sich die Grenze zum kanadischen Territorium Yukon mit der 100 Kilometer entfernten Stadt Dawson. Der Fortymile River fließt rund 75 Kilometer entfernt im Nordosten. Durch Chicken führt die Alaska Route 5, die in diesem Bereich als Schotterstraße (englisch: gravel road) ausgebildet ist und auch Taylor Highway genannt wird. Von Oktober bis April ist die Straße für Kraftfahrzeuge gesperrt. Chicken ist dann mit Schneemobilen oder Hundeschlitten erreichbar.

## Geschichte

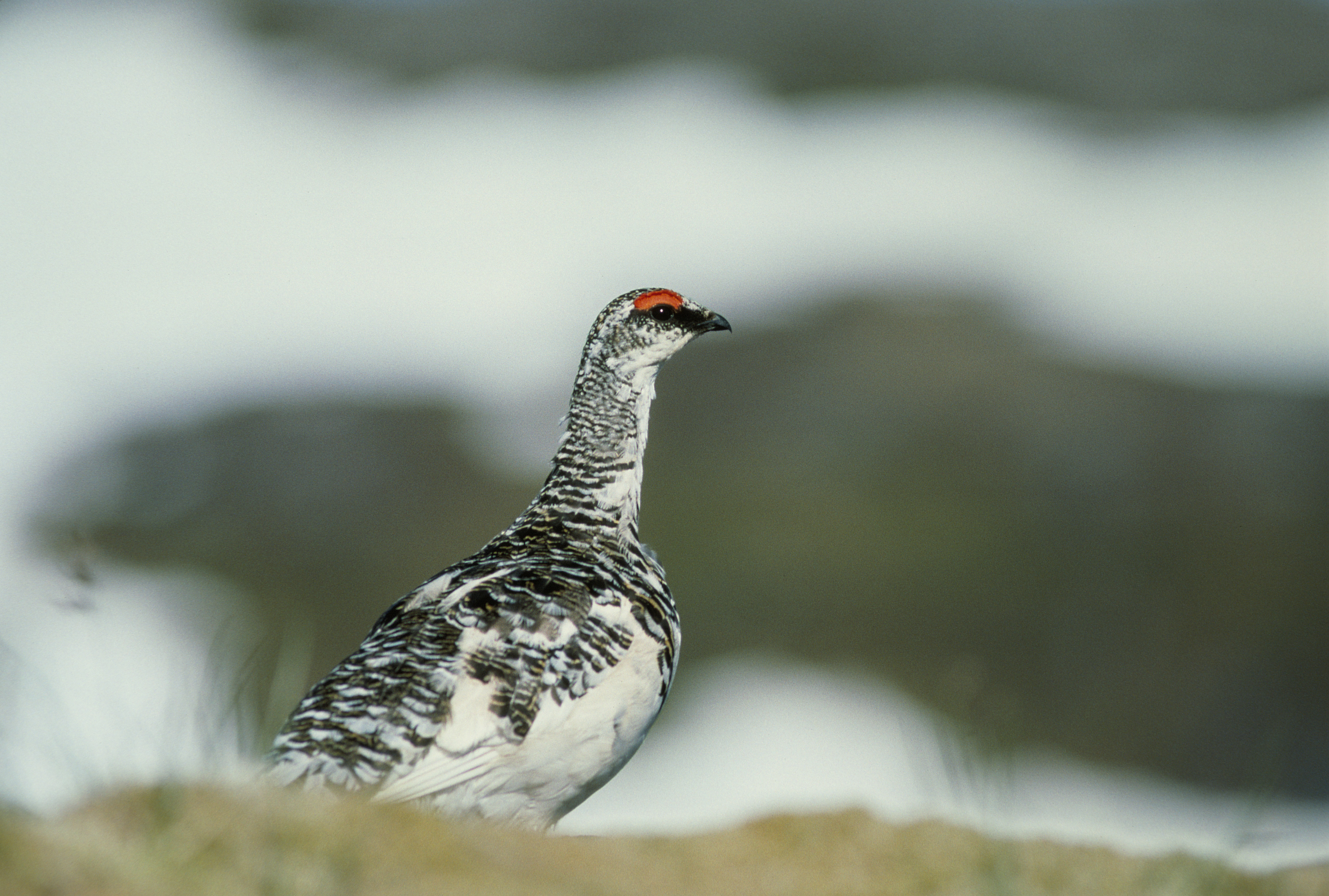
Alpenschneehuhn in Alaska

Während der Zeit des Goldrauschs zum Ende der 1800er Jahre schürften auch einige aus Dawson kommende Goldsucher in der Gegend nach Gold. Bis zu 400 Abenteurer hielten sich zeitweise dort auf. Zur Ernährung dienten bevorzugt die in der Region zahlreich vorkommenden Alpenschneehühner (Lagopus muta; englisch: Ptarmigan). 1902 wurde ein Postamt eröffnet und der Ort sollte Ptarmigan genannt werden. Da der Name jedoch kompliziert und schwer auszusprechen war, wurde er zur Vereinfachung in Chicken (Hühnchen) geändert.
Heute ist Chicken ein beliebter Zwischenaufenthalt für Touristen, die auf den Spuren historischer Goldgräbermentalität wandeln und die von Yukon nach Alaska reisen. Souvenirläden, kleine Bars und Restaurants sorgen dabei für Abwechslung. Gelegentlich wird in der Gegend auch noch nach Gold geschürft, teilweise mit Sichertrögen von Hand oder großtechnisch mittels Schürfkübelbagger (engl. Dredge).

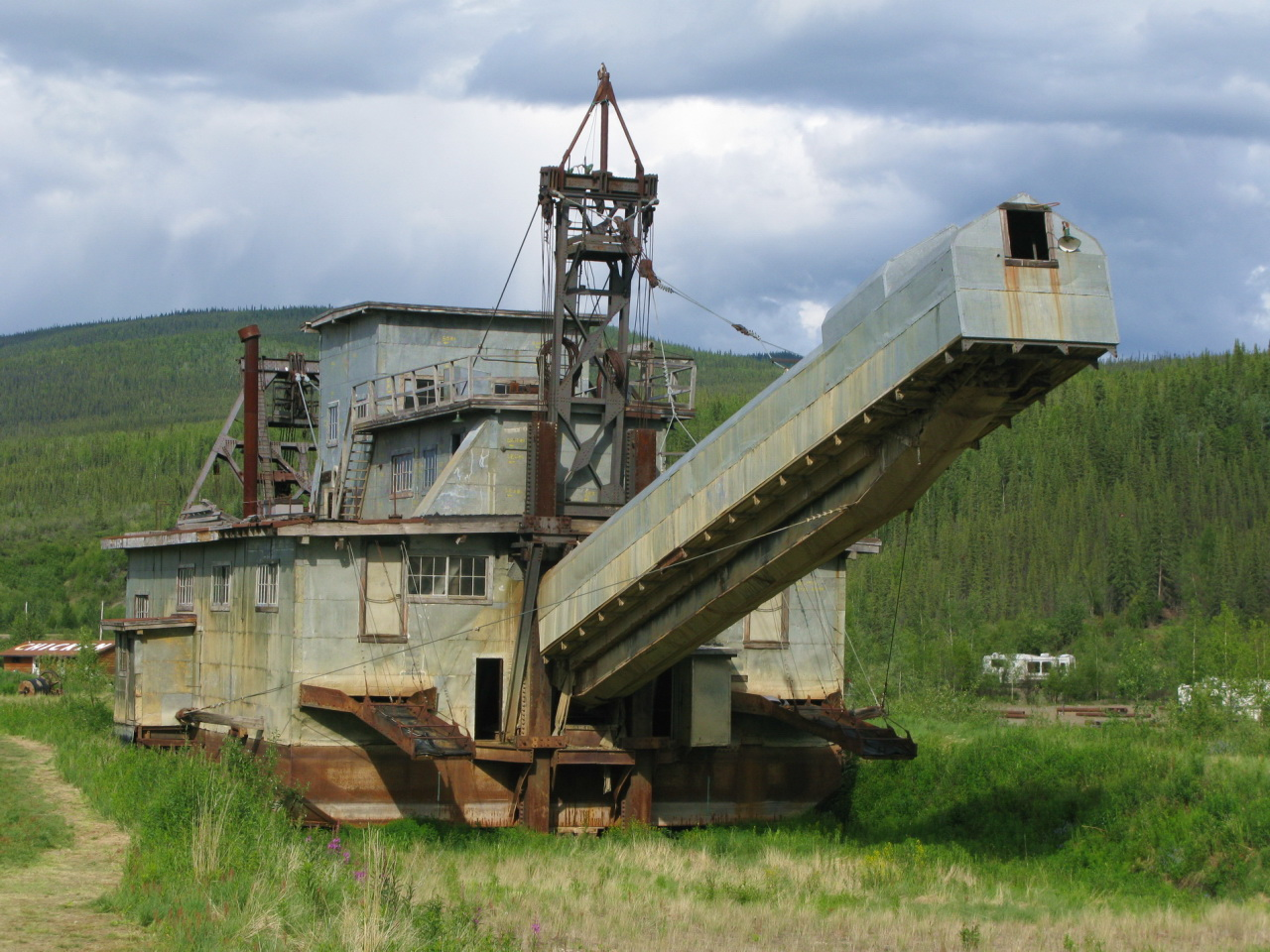
Schürfkübelbagger
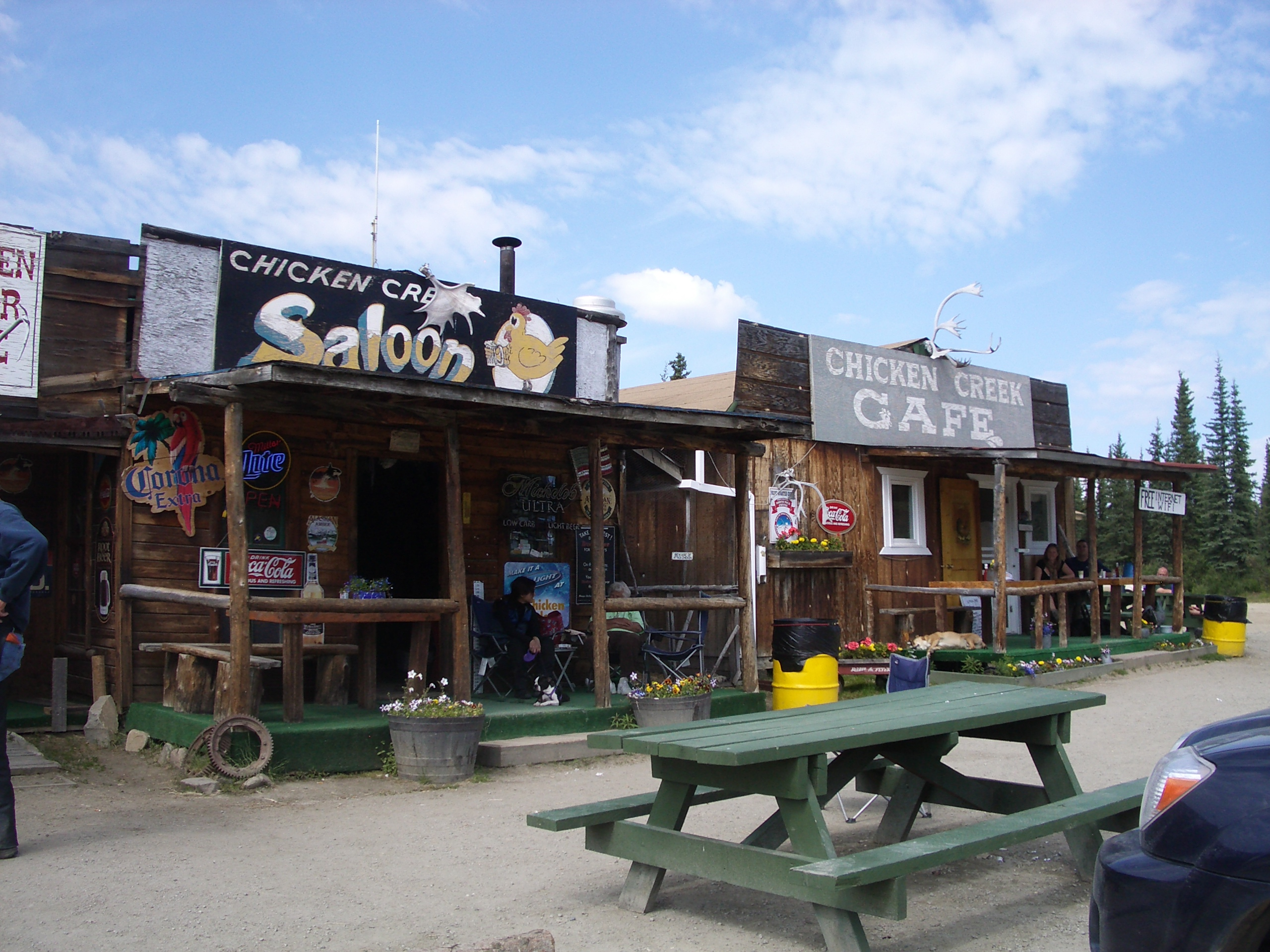
Straßenbild
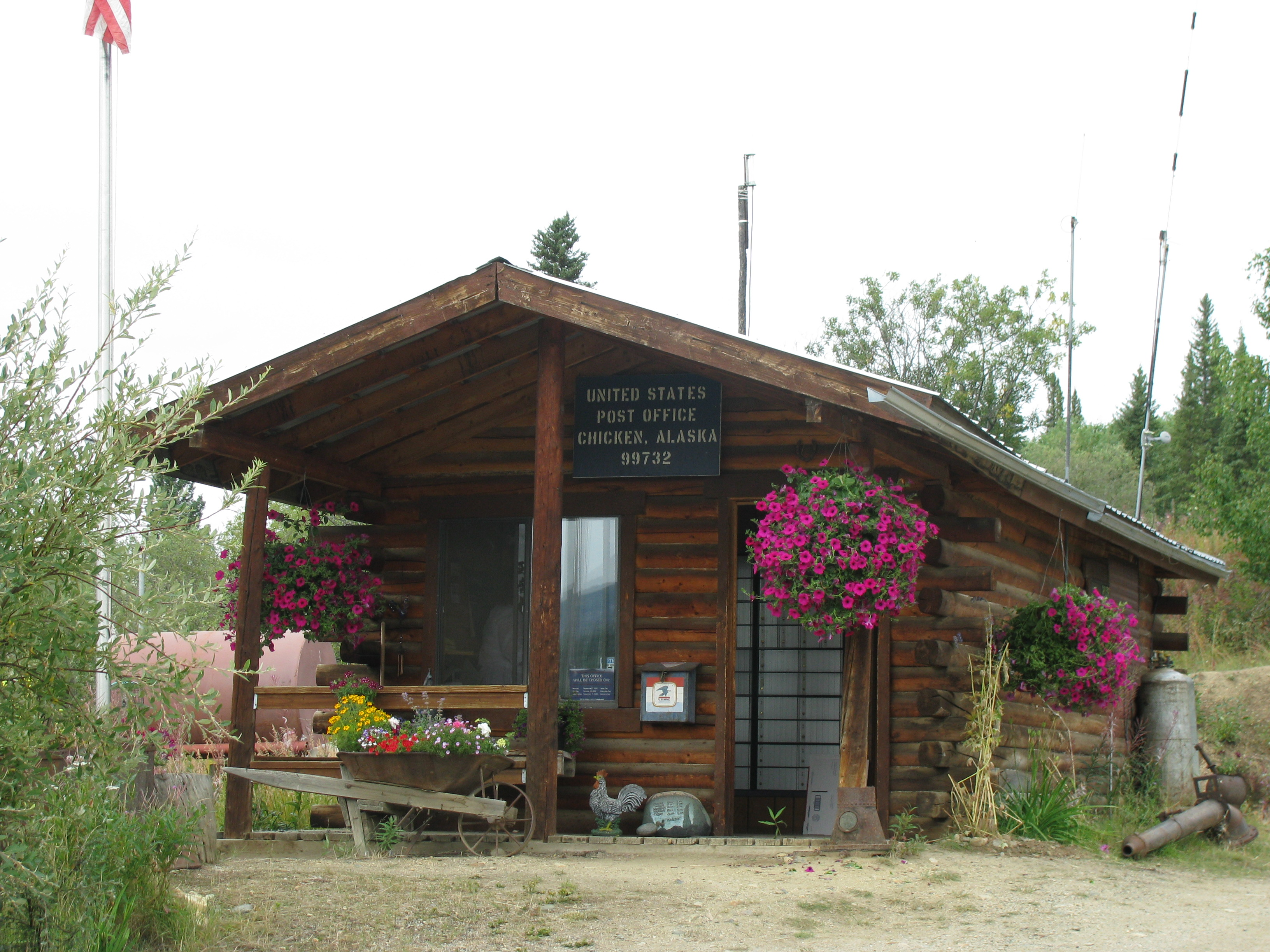
Postamt
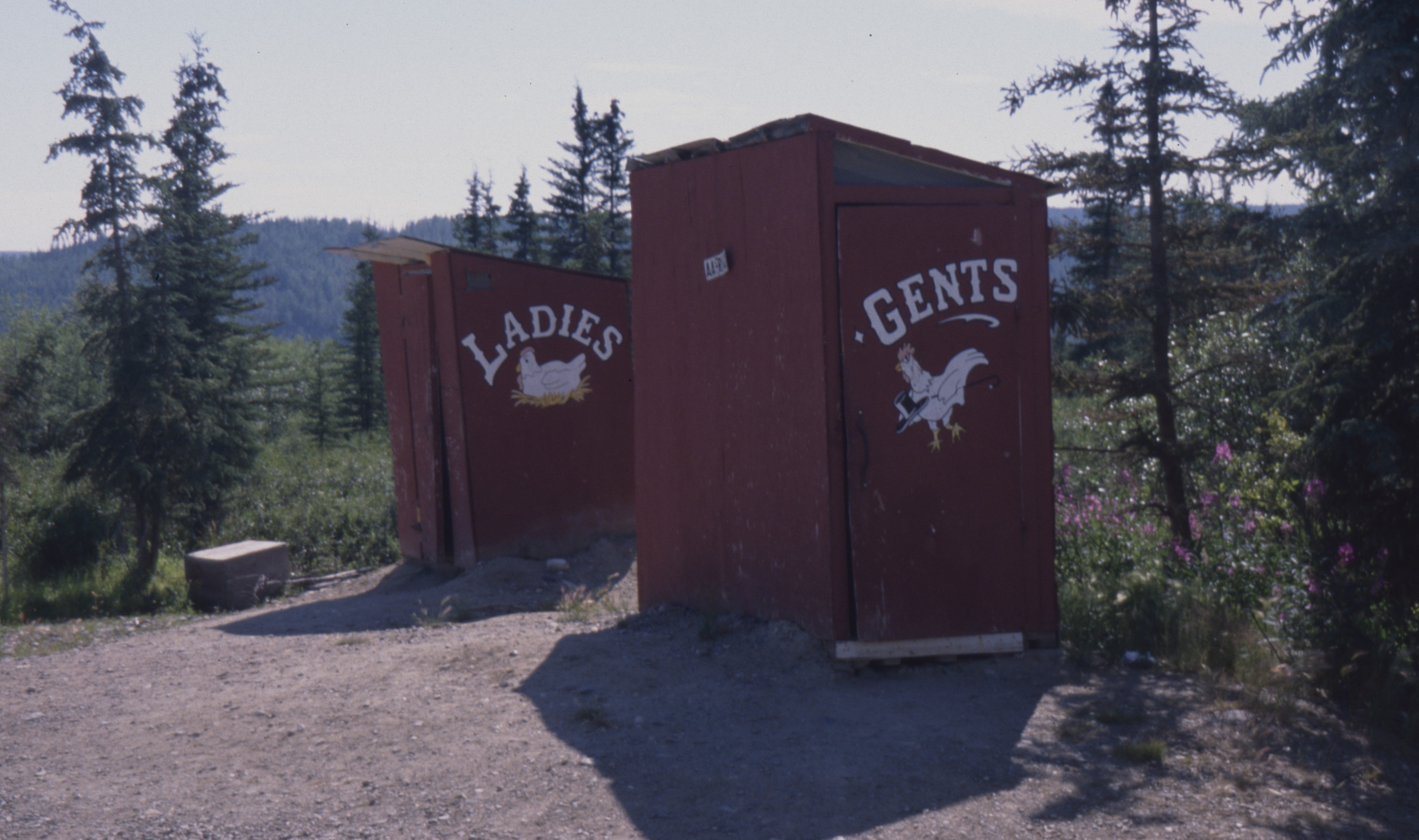
Geschlechtergetrennte Toilettenhäuschen (Plumpsklos) in Chicken, Alaska

## Demografische Daten
Das U.S. Census Bureau hat bei der Volkszählung 2020 eine Einwohnerzahl von 12 ermittelt. Hierbei handelt es sich um ständige Bewohner des Ortes. Während der Sommermonate wohnen auch einige unverdrossene Goldsucher sowie zahlreiche Touristen auf Campingplätzen und Trailerparks in Chicken.